# Ashton, Gardner & Dyke
Ashton, Gardner & Dyke – brytyjski zespół bluesrockowy wywodzący się z grupy The Remo Four, działający w latach 1969-72. Grupa zasłynęła żywiołową grą na pianinie i niekonwencjonalnym śpiewem lidera zespołu oraz głównego kompozytora, Tony’ego Ashtona. Największym przebojem grupy był utwór Ressurection Shuffle. Managerem zespołu był Tony Edwards, w latach 1968-76 także opiekun grupy Deep Purple, stąd Ashton, Gardner & Dyke często otwierali koncerty grupy Deep Purple.

## Skład
Trzon grupy stanowili od samego początku Tony Ashton (śpiew, instrumenty klawiszowe), Kim Gardner (gitara basowa), Roy Dyke (perkusja) i Mick Liber (gitara). W studiu wspomagali ich jednak zwykle inni instrumentaliści, m.in.: Jim Price (trąbka), Stan Webb (gitara), Sir Cedric Clayton (gitara), Paul Pink (gitara), Chris Barber (trąbka), John Mumford (puzon), Romulus Woodworth (gitara), Brian Cole (gitara), Jon Lord (instrumenty klawiszowe, aranże), Phil & His Boogie Brass (sekcja dęta). Na płytach grupy występował także gościnnie George O’Hara Smith, czyli ukrywający się pod pseudonimem George Harrison, bliski przyjaciel Tony’ego Ashtona.
Koncertowy skład Ashton, Gardner & Dyke z 1971 r.: Tony Ashton (śpiew, instrumenty klawiszowe), Kim Gardner (gitara basowa), Roy Dyke (perkusja), Mick Liber (gitara), Dave Caswell (trąbka) i Lyle Jenkins (saksofon, flet).

## George Harrison
Tony Ashton poznał George’a Harrisona w 1968 r. podczas prac nad płytą Wonderwall Music, do której nagrywania Harrison zaprosił prowadzony przez Ashtona zespół The Remo Four. W późniejszych latach Harrison występował gościnnie na płytach Ashton, Gardner & Dyke pod pseudonimem George O’Hara Smith. W 1970 r. Ashton napisał piosenkę dla Pattie Boyd, ówczesnej żony Harrisona, zatytułowaną „Sweet Pattie O’Hara Smith”. Przyjaźń muzyków trwała do śmierci obu w 2001 r.

## Dyskografia
- 1969 Ashton, Gardner & Dyke
- 1970 The Worst of Ashton, Gardner & Dyke
- 1971 The Last Rebel - Soundtrack (+ Jon Lord)
- 1972 What A Bloody Long Day It's Been
- 2001 Let It Roll - Live 1971